# Рахматуллаев, Дилшод Ражаббойевич
Дилшод Ражаббойевич Рахматуллаев (узб. Dilshod Rajabboyevich Rahmatullayev; 17 февраля 1989 года; Ташкент, Узбекская ССР, СССР) — узбекский футболист, полузащитник клуба «Пахтакор». Выступал за национальную сборную Узбекистана.

## Карьера
Дилшод Рахматулаев начал свою профессиональную карьеру в 2008 году в составе джизакской «Согдианы». В 201 году он перешёл в состав ташкентского «Локомотива» за один сезон сыграл в 16 матчах. В 2011 году в качестве аренды он перешёл в «Алмалык» и выступал за этот клуб один сезон и сыграл в 16 матчах забив 2 гола.
В начале 2012 года он вернулся в «Локомотив» и выступал за железнодорожников два сезона и сыграл в 44 матчах забив 4 гола. В начале 2014 года он перешёл в качестве аренды в турецкий «Шанлыурфаспор» и сыграв пол сезона вернулся в «Локомотив» и выступает за этот клуб до сих пор.

## Достижения
- Серебряный призёр чемпионата Узбекистана: 2014
- Обладатель Кубка Узбекистана: 2014
- Обладатель Суперкубка Узбекистана: 2015